# 흐리스토스 파차초글루
흐리스토스 파차초글루(그리스어: Χρήστος Πατσατζόγλου, 1979년 3월 19일, 아티키 주 아테네 ~)는 그리스의 전 프로 축구 선수로, 롬족 혈통으로, 가장 최근에 아에토스 코리달루에서 활약했다.
파차초글루는 스코다 크산티에서 프로 무대 신고식을 치르고 올림피아코스로 이적해 여러 차례 국내 대회를 우승했다. 이후, 그는 키프로스의 오모니아로 이적해 2관왕을 달성했다. 파차초글루는 AEK와 PAS 야니나에서도 활약했다. 파차초글루는 그리스 국가대표팀에서도 45번의 경기에 출전했다.

## 클럽 경력

### 유년 시절과 초기 경력
아테네에서 그리스에 동화된 그리스 정교회 신자 롬족 가정에서 출생하여 유년 시절을 보낸 흐리스토스 파차초글루는 고향의 인근 아기아 엘레우사의 유소년 구단에서 축구를 시작해 그리스 U-17 국가대표팀에도 차출되었다. 그를 눈여겨 본 스코다 크산티의 스카우터가 그를 1996년에 영입했다. 그는 1996-97 시즌부터 1999-2000 시즌까지 크산티에서 4년을 보내며 크산티 4년차인 1999-2000 시즌에는 최우수 신인 선수로 뽑혔다.

### 올림피아코스
파차초글루는 유르카스 세이타리디스와 함께 그리스 축구의 최고 기대주로 꼽혔고, 전국적인 "3대 구단"인 올림피아코스, AEK, 그리고 파나티나이코스의 제의를 받았고, 그는 피레아스의 올림피아코스 입단을 결정했다. 그는 2003년에 올림피아코스와 AEK 간 더비전에서 중상을 당하기 전까지 소속 구단과 그리스 국가대표팀에서 꾸준히 활약했고, 운동 신경이 뛰어나며 벽과 같은 탄탄한 수비수로, 재능 있고, 공격 지향적이며, 유럽 축구계의 정상급 수비수로, 챔피언스리그와 UEFA컵에서 맹활약했고, 올림피아코스에서 수페르리가 엘라다와 그리스 컵에서 논란의 여지 없는 그리스의 역대급 수비수였고, 올드 트래퍼드에서 그리스로 건너가 그를 주시하던 맨체스터 유나이티드의 스카우터로부터 £6M 제의도 받았지만, 거절하며 알렉스 퍼거슨 감독의 수비 재건 계획이 꼬였는데, 이는 올림피아코스가 성공적인 활약을 펼치는 그리스의 2000년대 초반 간판 수비수를 순순히 내주지 않았고, 장기간 중상을 당하기 전까지 그리스 거함에서 맹활약했다. 그는 2년에 걸쳐 제활하며, 2004-05 시즌 막판에 복귀했다.
그는 자신이 원기를 되찾아 트론 솔리에 감독의 결정에 따라 출전할 수 있다고 밝혔다. 솔리에 감독은 파차초글루가 최정상급 활약을 펼칠 수 있는지 의문을 제기했지만, 2005-06 시즌에 더 많은 출전 기회를 줄 의사를 밝혔다.
2006-07 시즌, 파차초글루는 또다시 무릎 부상으로 나뒹굴었는데, 이는 이전 부상과 무방했는데, 로마와의 챔피언스리그 원정 경기에서 당했다. 그는 복귀 후에 여전히 많은 경기에 출전했다.
2007-08 시즌, 파차초글루는 베르더 브레멘과의 챔피언스리그 원정 경기에서 결승골을 기록했다. 이 골로 올림피아코스는 3-1로 이기며 첫 챔피언스리그 원정 경기 승리를 챙겼다.

### 오모니아
2009년 6월 1일, 파차초글루는 전 타키스 레모니스 감독이 지휘하는 키프로스 1부 리그의 오모니아로 이적하는 것으로 발표되었다. 파차초글루는 2년 계약에 €800,000의 급여로 합의를 보았다. 파차초글루는 여름 이적 시장에 떠나 이후 그리스에 복귀할 의사를 밝혔다. 그는 본래 역할이 아닌 중앙 수비수를 맡은 것이 떠나게 된 사유라고 밝혔다. 파차초글루는 오랜 기간 부상을 당해 6경기를 출전하는데 그쳤다.

### AEK
2010년 8월 30일, 파차초글루는 AEK와 1년 계약에 합의했다. 파차초글루는 전에 그를 지휘했던 두샨 바예비치와 재회했다. 파차초글루는 등번호 2번을 받았다. 파차초글루는 AEK 소속으로 판세라이코스와의 경기에서 교체로 첫 경기를 치렀다. 그는 2011년 1월에 AEK 선수단에서 퇴단했다.

### PAS 야니나
2011년 1월, 파차초글루는 수페르리가 엘라다 복귀를 노리던 2부 리그의 PAS 야니나와 계약했다. 2012년 11월, 파차초글루는 OFI전을 치르러 가는 길에 선수단에서 빠졌고, 계약 10일치의 급여 체불에 항의했다. 당시, 법원의 판결을 기다리던 중 PAS 야니나측이 항소했고, 파차초글루는 이적을 위해 잉글랜드로 간 상태였다. 그리스 국가대표는 볼턴 월더러스 입단 시험을 보았지만, 인상을 심지 못했다. 그는 그의 리복 경기장으로의 이적을 찬동하던 스텔리오스 얀나코풀로스의 추천을 받았다. 그러나, 진척이 되지 않으면, 파차초글루는 잉글랜드에서 활약할 기회를 최소한 2012-13 시즌까지 날리게 되었다.

### 이후 행보
2013년 7월, 파차초글루는 그리스 풋볼 리그의 이라클리스 프사흐나와 2+1년 계약을 체결했다.
2015년 7월, 파차초글루는 A' 리그의 에비아 섬 연고의 할키도스와 계약했다. 2016년 7월 1일, 그는 할키다와 계약했지만, 4경기 출전에 그쳤다.
2016년 10월 26일, 그는 또다른 감마 에트니키 구단 프로오데프티키와 계약했다.
2017년 9월 29일, 그는 또다른 감마 에트니키의 포스티라스와 계약했다.

## 국가대표팀 경력
파차초글루는 독일을 상대로 성인 국가대표팀 첫 경기를 치른 후 2002년 U-21 유럽 선수권 대회에 참가했다. 그는 유로 2004 예선전 경기에 1번 출전했지만, 본선에는 참가하지 못했다.
파차초글루는 유로 2008에서 그리스의 23인 최종 명단에 이름을 올렸다. 그는 2010년 월드컵에도 참가해 대한민국전과 아르헨티나전에 2경기 교체로 출전하기도 했다.

## 국가대표팀 득점 기록
| #  | 날짜             | 경기장                       | 상대                  | 점수 | 결과 | 대회             |
| -- | ---------------- | ---------------------------- | --------------------- | ---- | ---- | ---------------- |
| 1. | 2006년 10월 11일 | 보스니아 헤르체고비나 제니차 | 보스니아 헤르체고비나 | 0–4  | 승   | 유로 2008 예선전 |

## 수상

### 클럽
올림피아코스
- 수페르리가 엘라다: 2000–01, 2001–02, 2002–03, 2004–05, 2005–06, 2006–07, 2007–08, 2008–09
- 그리스 컵: 2004–05, 2005–06, 2007–08, 2008–09
- 그리스 슈퍼컵: 2007

오모니아
- 키프로스 1부 리그: 2009–10
- LTV 슈퍼컵: 2009–10

### 개인
- 최우수 신인 선수: 1999–2000